# Osnuja sadzonkowa
Osnuja sadzonkowa (Acantholyda hieroglyphica) – gatunek owada z rodziny osnujowatych (Pamphiliidae) z rzędu błonkoskrzydłych.
Głowa z czołem pośrodku, między nasadami czułków kanciastym i żeberkiem potylicznym za oczami. Tułów bez metalicznego połysku.  Przednie skrzydła z nasadową połową w większości żółtą i brązową łatką poniżej nasady pterostygmy. Odwłok z tergitami od drugiego do piątego w większości brązowawożółtymi, a wierzchołkiem czarnym.
Larwy żerują na sosnach, w tym sosnie pospolitej.
Gatunek rozsiedlony od Europy po Bajkał i Transkaukazję.

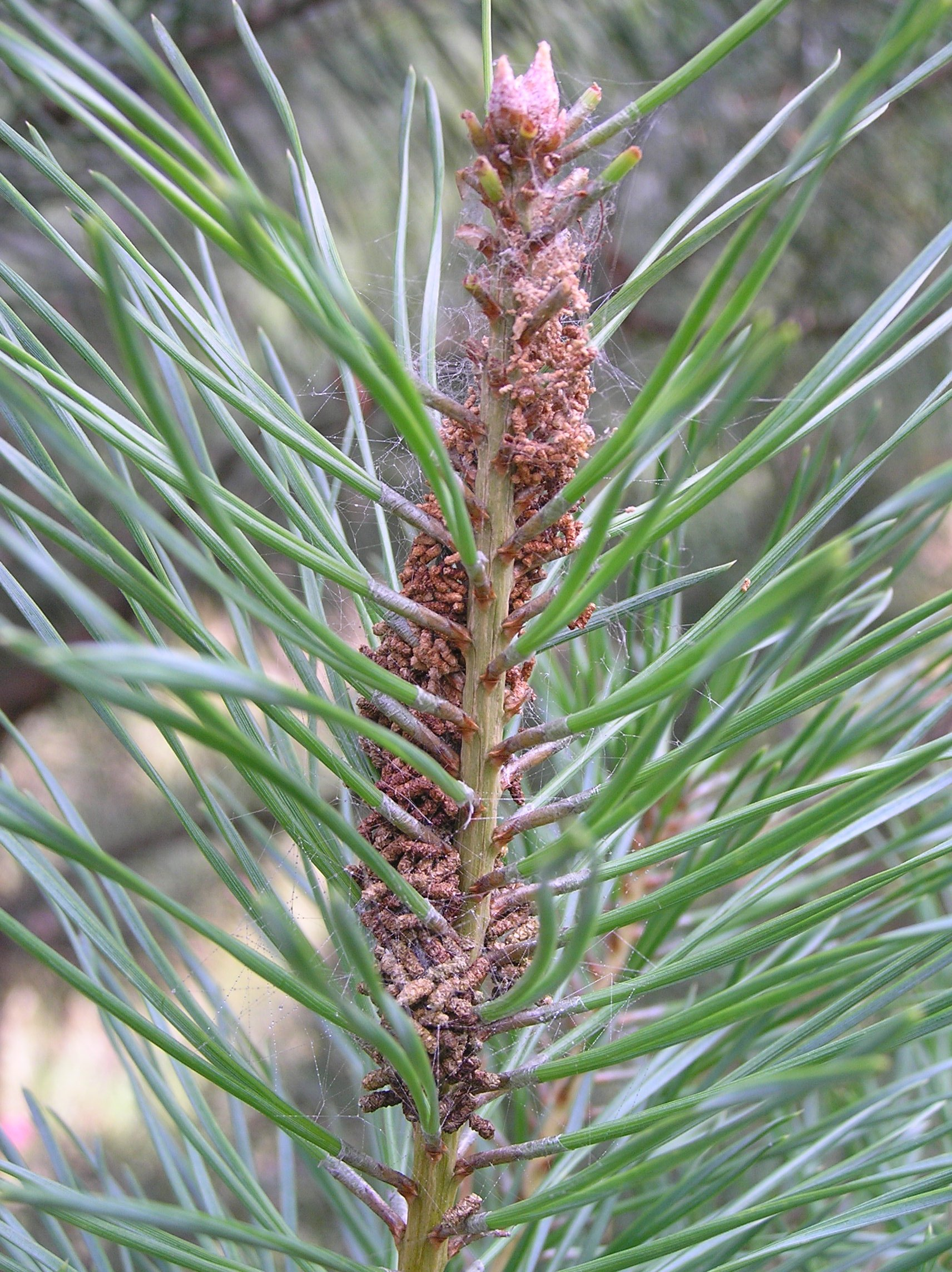
Larwa żeruje pod osłoną oprzędu i zlepionych odchodów